# Miklós Simonovits
Miklós Simonovits (né le 4 septembre 1943 à Budapest) est un mathématicien hongrois qui travaille en combinatoire.

## Biographie
De 1962 à 1967, Simonovits étudie à l'université Loránd Eötvös, où il enseigne également par la suite. Il obtient un doctorat en 1970 sous la direction de Vera T. Sós et une habilitation en 1981 (doktor nauk du système russe). Il est depuis 1979 chercheur à l'Institut de recherches mathématiques Alfréd Rényi de l'Académie hongroise des sciences et membre de l'Académie hongroise des sciences (membre correspondant en 2001, titulaire depuis 2007).
Il était professeur invité à toute une série d'universités aux États-Unis, et au Canada, chercheur invité au Danemark, en Inde, Varsovi, à l'université d'État de Moscou et l'université Charles de Prague.
Simonovits est connu pour ses contributions à la théorie des graphes extrémaux. Il s'intéresse aussi à l'informatique théorique et aux graphes aléatoires.  Avec László Lovász et Ravi Kannan, il a développé des algorithmes randomisés pour le calcul du volume d'objets convexes.
Simonovits a collaboré souvent avec Paul Erdős et Vera T. Sós.
Son père Istvan Simonovits (1907–1985) était hématologue  et également membre de l'Académie hongroise des sciences.
Miklós Simonovits figure dans le comité éditorial de la revue Combinatorica. 

## Prix et distinctions
Il a reçu plusieurs prix : le Prix Széchenyi en 2014, la médaille Tibor-Szele (1989), le prix de l'Académie (Akadémiai Díj) en 1993

## Publications (sélection)[5]
- (2017) Jan  Hladký, János Komlós, Diana Piguet, Miklós Simonovits, Maya Stein et Endre Szemerédi, « The approximate Loebl-Komlós-Sós conjecture IV: Embedding techniques and the proof of the main result », SIAM Journal on Discrete Mathematics, vol. 31, no 2,‎ 2017, p. 1072–1148 (MR 3654878, lire en ligne).
- (2005) Zoltán  Füredi et Miklós Simonovits, « Triple systems not containing a Fano configuration », Combinatorics, Probability and Computing, vol. 14, no 4,‎ 2005, p. 467–484 (MR 2160414).
- (2005) Miklós Simonovits et Vera T. Sós, « A hierarchy of randomness for graphs », Discrete Math., vol. 303, nos 1-3,‎ 2005, p. 209–233 (MR 2181054).
- (1997) Ravi Kannan, László Lovász et Miklós Simonovits, « Random walks and an {\displaystyle O^{*}(n^{5})} volume algorithm for convex bodies », Random Structures and Algorithms, vol. 11, no 1,‎ 1997, p. 1–50 (DOI 10.1002/(SICI)1098-2418(199708)11:1<1::AID-RSA1>3.0.CO;2-X, MR 1608200).
- (1975) Paul  Erdős, Miklós Simonovits et Vera T. Sós, « Anti-Ramsey theorems. Infinite and finite sets », Colloq. Math. Soc. János Bolyai, North-Holland, vol. 10,‎ 1975, p. 633–643 (MR 0379258, lire en ligne).
- (1966) Paul  Erdős et Miklós Simonovits, « A limit theorem in graph theory », Studia Sci. Math. Hungar., vol. 1,‎ 1966, p. 51-57 (MR 0205876).